# Ніч кошмарів
«Ніч кошмарів» (англ. Night of the Creeps) — американський фантастичний фільм жахів 1986 року.

## Сюжет
У 1950-х роках молода пара бачать непізнаний літаючий об'єкт, який впав у лісі. Поки хлопець обстежував місце падіння, його подружку вбиває маніяк, який нещодавно втік з психіатричної лікарні. Хлопець знаходить космічний корабель, але якийсь слизняк нападає на нього і проникає в організм через рот. Проходить багато років. Кріс і його товариш намагаються приєднатися до університетського братерства. Для цього їм потрібно вкрасти труп з наукової лабораторії. Вони проникають в морг і знаходять в кріогенній камері тіло хлопця. Друзі тікають коли тіло оживає і починає заражати людей слизнями, які перетворюють їх на зомбі.

## У ролях
| Актор          | Роль            |
| -------------- | --------------- |
| Джейсон Лайвлі | Кріс            |
| Стів Маршалл   | Джей Сі         |
| Джилл Вайтлі   | Синтія          |
| Том Аткінс     | Рей Камерон     |
| Воллі Тейлор   | детектив Лендіс |
| Брюс Соломон   | сержант Реймі   |
| Вік Поліцос    | коронер         |
| Аллан Кайсер   | Бред            |

| Актор          | Роль                    |
| -------------- | ----------------------- |
| Кен Герон      | Джонні                  |
| Еліс Кедоган   | Пем                     |
| Джун Гарріс    | Карен                   |
| Девід Пеймер   | молодий вчений          |
| Девід Олівер   | Стів                    |
| Іван Е. Рот    | зомбі психопат          |
| Деніел Фрішмен | зомбі чужинець          |
| Шейн Блек      | поліцейський у відділку |

## Саундтрек
| Список треків | Список треків                                   | Список треків |
| #             | Назва                                           | Тривалість    |
| ------------- | ----------------------------------------------- | ------------- |
| 1.            | «Main Title»                                    | 3:32          |
| 2.            | «The Axe Man Cometh»                            | 1:15          |
| 3.            | «I'm Your Bud»                                  | 0:37          |
| 4.            | «Cylo Lab/It's Alive»                           | 2:42          |
| 5.            | «Thrill Me's Dream»                             | 0:53          |
| 6.            | «Cindy's Scream»                                | 3:43          |
| 7.            | «Done With An Axe»                              | 0:33          |
| 8.            | «Screaming Like Banshees»                       | 1:23          |
| 9.            | «Zombie Cat/Zombie»                             | 0:27          |
| 10.           | «The Bathroom Stall»                            | 2:38          |
| 11.           | «Will You Go With Me?»                          | 1:12          |
| 12.           | «I Took My Twelve Gauge/Return Of The Axe Man»  | 2:15          |
| 13.           | «I Already Killed You»                          | 2:06          |
| 14.           | «What's The Tux For?»                           | 1:08          |
| 15.           | «J.C.'S Last Note»                              | 3:10          |
| 16.           | «Zombie Dog/Turned Over Bus/Zombie's Break Out» | 1:40          |
| 17.           | «March Of The Zombies»                          | 5:42          |
| 18.           | «The Count Down»                                | 3:12          |
| 19.           | «End Credit Suite»                              | 4:18          |